# Gus Williams
Gus Williams (10 de outubro de 1953 - 15 de janeiro de 2025) foi um jogador profissional de basquete americano da National Basketball Association (NBA). Apelidado de " o Mágico ", ele foi duas vezes NBA All-Star Game jogando pelo Seattle SuperSonics, vencendo um campeonato da NBA em 1979 .
Williams jogou basquete universitário pelo USC Trojans e foi selecionado pelo Golden State Warriors na segunda rodada do draft da NBA de 1975 . Mais tarde, ele jogou pelo Warriors, SuperSonics, Washington Bullets e Atlanta Hawks .

## Vida pessoal
Gus Williams nasceu em Mount Vernon, Nova Iorque. Ele jogou basquete durante o ensino médio na Mount Vernon High School, onde foi eleito o jogador do ano em 1971 pela New York State Sportswriters Association. Ele jogou basquete universitário na Universidade do Sul da Califórnia, onde liderou o Pac-8 na pontuação e recebeu o título All-American em 1975.

## Carreira
Gus foi selecionado para a segunda rodada do draft da NBA de 1975 pelo Golden State Warriors e na primeira rodada do draft da American Basketball Association de 1975 pelo Spirits of St. Louis. Williams assinou um contrato com os Warriors para a temporada 1975-76 e foi nomeado para o NBA All-Rookie Team em sua primeira temporada. Williams jogou duas temporadas com os Warriors antes de ser autorizado a sair como agente livre antes da temporada 1977-78, quando havia ingressado no time do Seattle SuperSonics. Com os SuperSonics, Johnson foi imediatamente escalado para formar uma dupla dinâmica de defesa, e ajudou o time a chegar a duas finais consecutivas da NBA.
Enquanto morava em Seattle, Gus acabou sendo selecionado duas vezes para o NBA All-Star Game e foi indicado para o Primeiro Time da NBA (1982) e para o Segundo Time da NBA (1980). O jogador, cujo estilo de jogo lhe rendeu o apelido de "o Mágico", levou a equipe ao título da liga de 1979, com uma média de 28,6 pontos por jogo nas finais da NBA de 1979 .
No auge da carreira, Williams ficou de fora de toda a temporada 1980-81 devido a uma disputa contratual. Ele retornou em 1981-82 e foi nomeado o Jogador Retorno do Ano da NBA após terminar em sétimo lugar na liga em pontuação com 23,4 pontos por jogo, o recorde de sua carreira. Ele jogou mais duas temporadas com os Sonics depois disso.

## Morte
Williams sofreu um derrame em fevereiro de 2020 e depois foi transferido para uma unidade de serviço de urgência na área de Baltimore. Ele acabou falecendo devido as complicações em 15 de janeiro de 2025, aos 71 anos.